# Iprindol

strukturformel

Iprindol är ett kraftfullt antidepressivt läkemedel tillhörande kategorin TCA. Substansen är en 5-HT2-antagonist och kan vara dödlig i kombination med MDMA.
Inga läkemedel med substansen är för närvarande registrerade i Sverige.